# Paul Is Live
Paul Is Live è il terzo album dal vivo di Paul McCartney, pubblicato nel 1993. 

## Storia

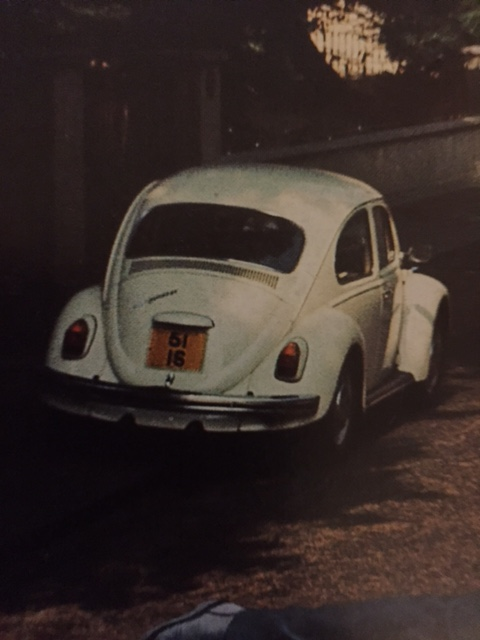
Particolare della targa del Maggiolino Volkswagen tratto dalla copertina dell'album Paul Is Live di Paul McCartney

Il titolo dell'album e la copertina sono un riferimento ironico alla leggenda urbana della morte di Paul McCartney, nata nel 1969 dopo l'album Abbey Road dei Beatles. La targa del maggiolino Volkswagen "281F" della copertina di Abbey Road (la quale ipoteticamente significava che Paul avrebbe avuto 28 anni se fosse rimasto in vita) fu cambiata in "51 IS" (l'effettiva età di McCartney nel 1993). Sulla copertina compare anche un discendente di Martha, il cane da pastore di Paul, indicato all'epoca come il soggetto della canzone Martha My Dear presente sul White Album. La foto di copertina è una rielaborazione di quella originale di Abbey Road, scattata dal fotografo Iain Macmillan. Il ritocco fu fatto al computer dall'artista Erwin Keustermans, cancellando i Beatles e mettendo Paul e il cane, presi da una foto di Linda McCartney.

Paul Is Live uscì a soli tre anni dal tour del 1989-1990 Tripping the Live Fantastic, confondendo critica e pubblico sulla necessità di un ennesimo album live: come nota Luca Perasi nel suo libro Paul McCartney: Recording Sessions (1969-2011), "la necessità di condensare tutto in un doppio ne fece un album un po' raccogliticcio". Come risultato, Paul Is Live divenne l'album dal vivo meno venduto dell'intera carriera discografica di McCartney, piazzandosi alla posizione numero 34 in Gran Bretagna e solo alla numero 78 negli Stati Uniti. La band che accompagnava McCartney era la stessa del tour precedente, fatta eccezione per Blair Cunningham al posto di Chris Witten alla batteria.
Dopo la pubblicazione di quest'album, McCartney si prenderà una lunga pausa dalla sua carriera solista, iniziando nel 1994 l'enorme progetto della “Beatles Anthology” insieme a George Harrison, Ringo Starr e George Martin, che assorbirà gran parte del suo tempo per i successivi due anni, prima di ritornare alla ribalta con l'album Flaming Pie nel 1997.

## Tracce
1. Drive My Car – 2:34
2. Let Me Roll It – 4:10
3. Looking for Changes – 2:43
4. Peace in the Neighbourhood – 4:50
5. All My Loving – 2:16
6. Robbie's Bit (Thanks Chet) – 2:00
7. Good Rockin' Tonight – 2:48
8. We Can Work It Out – 2:42
9. Hope of Deliverance – 3:29
10. Michelle – 2:56
11. Biker Like an Icon – 3:40
12. Here, There and Everywhere – 2:29
13. My Love – 4:06
14. Magical Mystery Tour – 3:15
15. C'Mon People – 5:38
16. Lady Madonna – 2:33
17. Paperback Writer – 2:39
18. Penny Lane – 2:58
19. Live and Let Die – 3:51
20. Kansas City – 3:54
21. Welcome to Soundcheck – 0:41
22. Hotel in Benidorm – 2:00
23. I Wanna Be Your Man – 2:36
24. A Fine Day – 6:18

## Formazione
- Paul McCartney - voce, basso, pianoforte, chitarra
- Hamish Stuart - chitarra, basso, cori
- Robbie McIntosh – chitarra solista
- Paul 'Wix' Wickens - tastiere
- Blair Cunningham - batteria
- Linda McCartney - cori, tastiere